# Івлін
Івлін (фр. Yvelines) — департамент на півночі центральної частини Франції, один з департаментів регіону Іль-де-Франс. 
Порядковий номер 78. 
Адміністративний центр — Версаль. 
Населення 1,354 млн чоловік (8-е місце серед департаментів, дані 1999 р.).

## Географія
Площа території 2 284 км². 
Через департамент протікає річка Сена. 
Департамент включає 4 округи, 39 кантонів і 262 комуни.

## Історія
Івлін був утворений в 1968 р. на базі території скасованого департаменту Сена і Уаза.